# Vinné sklepy Františka Lotrinského
Vinné sklepy Františka Lotrinského jsou česká akciová společnost. Vinné sklepy, které tato společnost spravuje, jsou prvním veřejně přístupným sklepením ve Velkých Pavlovicích.[zdroj?] Tyto sklepy neprodukují vlastní víno, odebírají jej od okolních vinařů. Důraz je při tom kladen na odrůdy, jež mají kořeny ve Velkých Pavlovicích – Pálava, André, Aurelius a Agni.
Vinné sklepy Františka Lotrinského vznikly pro podporu moravského vinařství a také pro podporu cestovního ruchu na jižní Moravě, konkrétně potom ve Velkých Pavlovicích. Myšlenka vzniku vybudování sklepů vznikla v roce 2011, samotná společnost pak vznikla v roce 2012. Akciovou společnost tvoří 5 subjektů a to Město Velké Pavlovice, Vladimír Poliak, Lubomír Stoklásek, Martin Osička a Český zahrádkářský svaz Velké Pavlovice. Záměrem společnosti bylo vybudovat podzemní prostory. které budou prezentovat vinařství a vína z Velkých Pavlovic i blízkého okolí. Akcionáři pro svoji společnost zvolili název, který vychází z historie a připomíná osobnosti, které v 18. století vybudovaly ve Velkých Pavlovicích zámek s kontribučenskou sýpkou a rozsáhlou zemědělskou usedlostí.
Podzemí Vinných sklepů Františka Lotrinského je vystavěné z původních cihel a představuje více než 120 m podzemních chodeb oddělených podzemními rotundami. V podzemí je také labyrint archivních boxů a místností pro celovečerní posezení. Jedním z nich je i sál s křížovou klenbou pro více než 60 osob. Podzemí je napojeno na bývalý zámeček, nyní přebudovaný na Ekocentrum Trkmanka, které zahájilo provoz zároveň s Vinnými sklepy Františka Lotrinského. Podzemí není v současnosti (2013) stavebně dokončeno a je ponechána možnost rozšíření těchto sklepů do sousedních, původních sklepení, která jsou více než 200 let stará. V podzemí je v nevytápěných místnostech téměř konstantní teplota 11 °C, vlhkost potom dosahuje 90 %.
Podzemí v současné době slouží jako turistický cíl, místo pro uložení vín a prostor pro konání společenských akcí. Vinné sklepy slouží také jako vinotéka se zřetelem na tuzemské vinařství, konkrétně potom na vína z Velkopavlovické vinařské podoblasti.